# Solenopsis subtilis
Solenopsis subtilis är en myrart som beskrevs av Carlo Emery 1896. Solenopsis subtilis ingår i släktet eldmyror, och familjen myror. Inga underarter finns listade i Catalogue of Life.